# Relaciones Estados Unidos-Tailandia

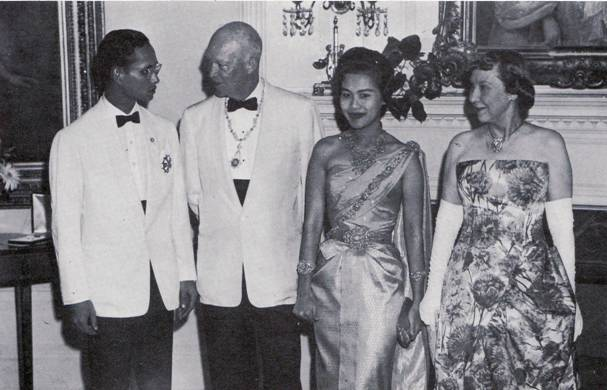
El rey Bhumibol Adulyadej, el presidente Dwight D. Eisenhower, la reina Sirikit y Mamie Eisenhower en la Casa Blanca el 28 de junio de 1960.

Las relaciones Estados Unidos-Tailandia son las relaciones diplomáticas entre Estados Unidos y Tailandia. Las relaciones bilaterales entre el  Reino de Tailandia y los  Estados Unidos de América se remontan a 1818. Tailandia y los Estados Unidos han sido durante mucho tiempo aliados y socios diplomáticos.
Según una encuesta de opinión pública de Gallup de 2012, el 60 por ciento de los tailandeses aprobó el liderazgo de los EE. UU. bajo la Administración de Obama, con el 14 por ciento de desaprobación y el 26 por ciento incierto . A partir de 2013, había 7314 estudiantes internacionales de origen tailandés que estudiaban en los Estados Unidos, lo que representa el 0.9 por ciento de todos los extranjeros que cursan estudios superiores en los Estados Unidos. Según una encuesta de opinión global de 2014, el 73 por ciento de los tailandeses tiene una opinión favorable de los EE. UU.

## Historia

### sigloXIX
El primer contacto registrado entre Tailandia (entonces conocido como Siam) y los Estados Unidos se produjo en 1818, cuando un capitán de barco estadounidense visitó el país, con una carta del Presidente de los Estados Unidos James Monroe. Chang and Eng Bunker emigró a principios de la década de 1830. En 1832, el presidente Andrew Jackson envió a su enviado Edmund Roberts en el USS Peacock (1828), a los tribunales de  Cochin-China, Siam y Muscat. Roberts concluyó un Tratado Siamés-Americano de Amistad y Comercio el 20 de marzo de 1833, con Chao-Phraya Phra Klang representando al Rey  Phra Nang Klao; ratificaciones intercambiadas el 14 de abril de 1836; Proclamado el 24 de junio de 1837. El cirujano naval William Ruschenberger acompañó la misión de retorno para el intercambio de ratificaciones. Su relato y el del Sr. Roberts fueron recopilados, editados y reeditados como "Dos diplomáticos yanquis en Siam de 1830". El 150 aniversario de la misión de Roberts estuvo marcado en 1982 por la emisión de la primera edición de  El águila y el elefante: relaciones tailandés-estadounidenses desde 1833 , seguida de múltiples reediciones, incluida una edición de la celebración real de 1987 y una Edición del jubileo de oro 1997.  Esto fue afirmado por el ex primer ministro Samak Sundaravej, quien en 2008 se reunió con George W. Bush con motivo de la celebración del 175 aniversario de las relaciones entre Tailandia y Estados Unidos."
Tailandia es, por lo tanto, la primera nación asiática en tener un acuerdo diplomático formal con los Estados Unidos;  once años antes Gran Qing y veintiún años antes de Tokugawa Japón. En mayo de 1856, Townsend Harris, un representante del presidente Franklin Pierce, negoció un  Tratado de Amistad, Comercio y Navegación  modificado con representantes de El rey Mongkut (más tarde Rama IV) que otorgó a los estadounidenses [derechos extraterritoriales] adicionales. Stephen Mattoon, un misionero estadounidense que actuó como traductor de Harris, fue nombrado el primer cónsul de los Estados Unidos en Siam. (Rodgers and Hammerstein 's juego' 'The King and I' 'menciona de pasada que el Rey planea enviar elefantes de guerra para ayudar al Presidente  Lincoln en su  Gran Guerra. La carta real enviada por el rey Mongkut después de recibir regalos de los Estados Unidos estaba dirigida al Presidente cuando James Buchanan estaba en el cargo, para ofrecer elefantes para el ganado, no para la guerra; fue recibido por Lincoln, quien rechazó cortésmente.)

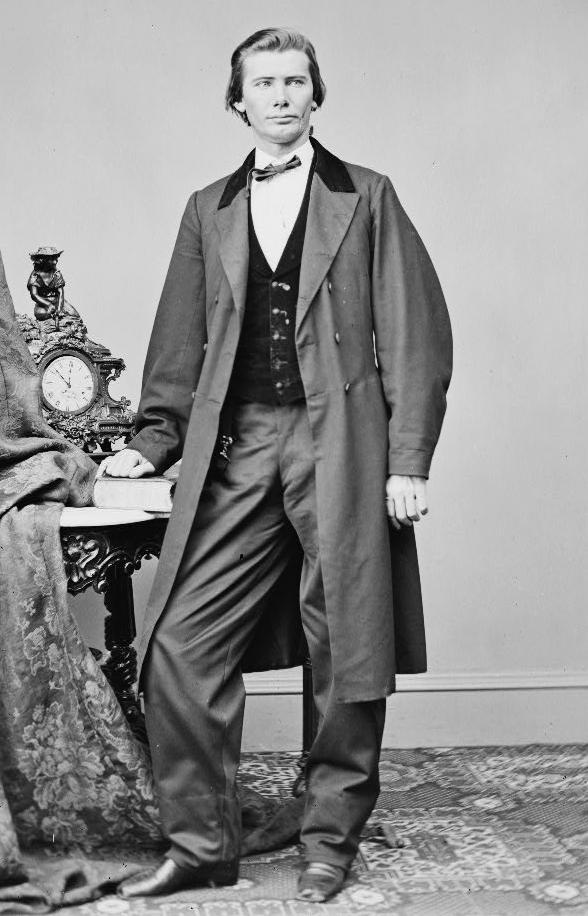
Sempronius H. Boyd, el tercer Embajador de los Estados Unidos en Tailandia, Siam

Con motivo del 150 aniversario de las relaciones, se reveló que el presidente Andrew Jackson le había dado al rey (más tarde conocido como Rama III) una espada de oro con un diseño de un elefante y un águila perseguida en un mango de oro.  El rey también recibió un conjunto de prueba de monedas estadounidenses, que incluía el "Rey de Siam" 1804 dólar alcanzado en 1834. El conjunto, menos una medalla de oro de Jackson, se compró a un precio récord. de US $ 8,5 millones por Steven L. Contursi, presidente de Rare Coin Wholesalers de Irvine, California, el 1 de noviembre de 2005. Goldberg Coins & Collectibles de Beverly Hills, California, vendió el juego en nombre de un propietario anónimo descrito como " un ejecutivo de negocios de la Costa Oeste, "que lo compró por más de US $ 4 millones cuatro años antes.

### Principios delsigloXX
Tras la muerte del Asesor General en Asuntos Exteriores Gustave Rolin-Jaequemyns en 1902, Phya Suriyanuwat, el ministro siamés de París, recibió instrucciones de encontrar un reemplazo. Phya Suriya no pudo encontrar un candidato adecuado en Europa, y notificó a Phya Akaraj Varathon, el ministro siamés en Washington, que, dadas las circunstancias, había decidido contratar a un estadounidense. En 1903, el ex diplomático estadounidense Edward Henry Strobel se despidió de su puesto como Profesor Bemis de Derecho Internacional en Harvard School of Law para representar al Reino de Siam en  La Haya en la  Corte Internacional de la Paz - que Rolin-Jaequemyns había sido fundamental en la fundación. En 1906, Strobel se mudó a Bangkok para ocupar el puesto de asesor general, donde murió el 15 de enero de 1908. Entre sus sucesores se encontraban Jens Westengard, 1909–14, Wolcott Pitkin, 1915-17, [ [Eldon James]], y  Francis B. Sayre - todos menos para Pitkin, exprofesores de derecho de Harvard. "El gobierno siamés confió en que el Asesor Americano en Asuntos Exteriores actuara en el mejor interés de Siam. Se le delegaron autoridad y responsabilidad. Se le permitió un grado considerable de libertad en su trabajo. Fue en su calidad de abogado, un "Jurista, defensor y consejero político. El asesor estadounidense contribuyó significativamente a la conclusión exitosa de las negociaciones del tratado con Occidente". Un acuerdo sobre las relaciones entre los dos países se firmó en Washington D. C. el 16 de diciembre de 1920.

### Tratado de la Amistad (1966)
Desde la Segunda Guerra Mundial, los Estados Unidos y Tailandia han desarrollado relaciones estrechas, como se refleja en varios tratados bilaterales y por la participación de ambos países en las actividades y acuerdos multilaterales de la ONU. El principal acuerdo bilateral es el Tratado de Amistad y Relaciones Económicas de 1966, que facilita el acceso económico de las empresas estadounidenses y tailandesas a los mercados de los demás. Otros acuerdos importantes abordan los usos civiles de la energía atómica, las ventas de productos básicos agrícolas, las garantías de inversión y la asistencia militar y económica.

### TLC propuesto (2004 – presente)
En junio de 2004, los Estados Unidos y Tailandia iniciaron  negociaciones sobre un acuerdo de libre comercio que, cuando se concluyan, reducirán y eliminarán las barreras al comercio y la inversión entre los dos países. Estas negociaciones se suspendieron luego de la disolución del parlamento tailandés en febrero de 2006 y el posterior golpe de Estado en septiembre. El nuevo gobierno militar emitió licencias obligatorias para varios medicamentos contra el VIH, poniendo fin a las negociaciones del TLC. Según Thitinan Pongsudhirak, profesor de ciencias políticas en Chulalongkorn University, esto ha puesto a las relaciones bilaterales en un "revés".

### Golpe de Estado tailandés de 2014

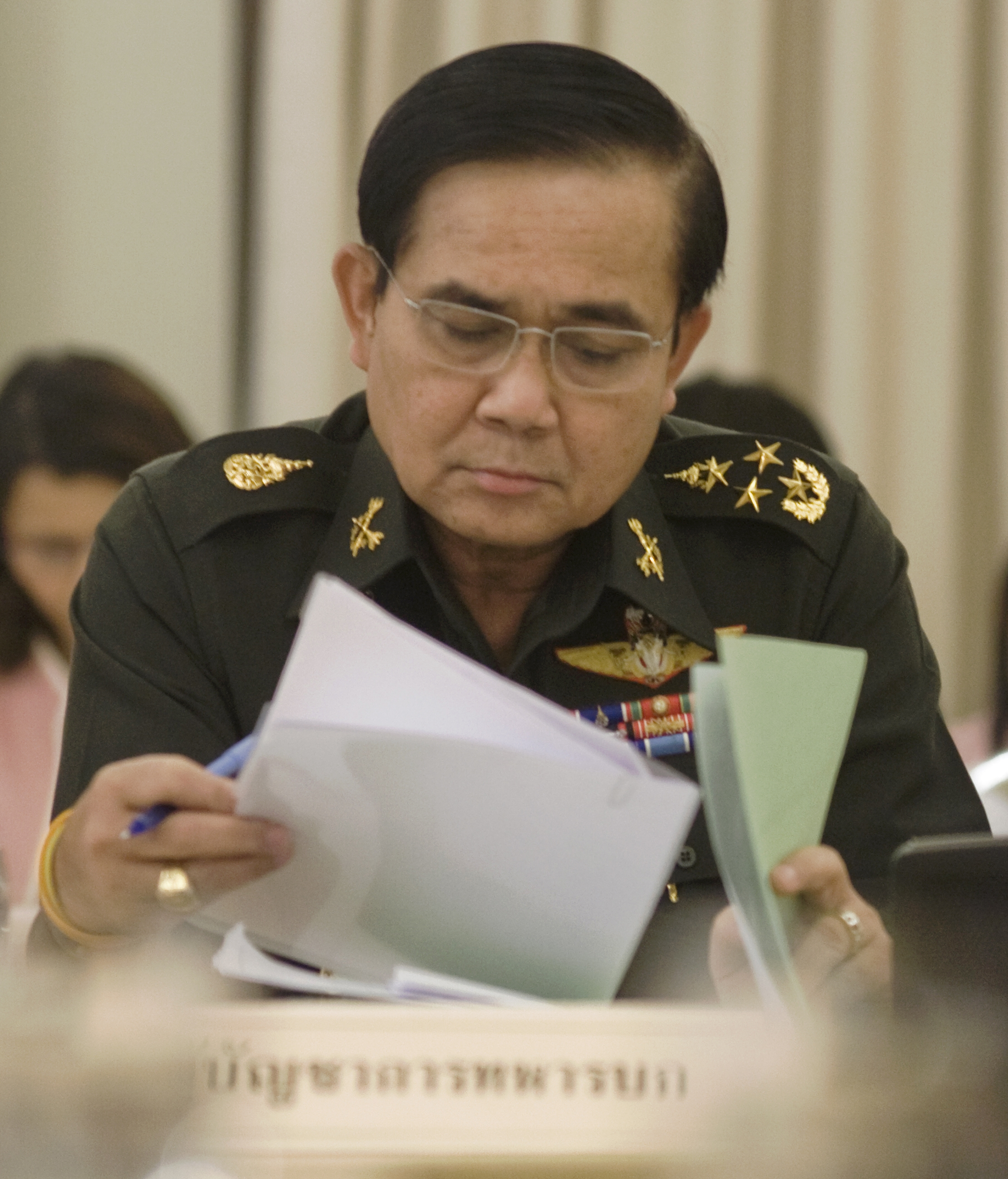
General Prayut Chan-o-cha, Comandante del Real Ejército de Tailandia, líder del golpe de Estado tailandés de 2014

El 22 de mayo de 2014, las Fuerzas Armadas Reales de Tailandia, encabezadas por el General Prayut Chan-o-cha, Comandante del Ejército Real de Tailandia (RTA), perpetraron un golpe de Estado  contra el  gobierno provisional de Tailandia, después de seis meses de crisis política. El secretario de Estado de EE. UU. John Kerry emitió una declaración en la que condenó el golpe de Estado y dijo que estaba "decepcionado" por la decisión del ejército y que "este acto tendrá consecuencias negativas para la relación entre EE. UU. Y Tailandia, especialmente para nuestra relación con los militares tailandeses". Finalmente, el sistema democrático fue restituido a partir de 2019.

## Cooperación en seguridad

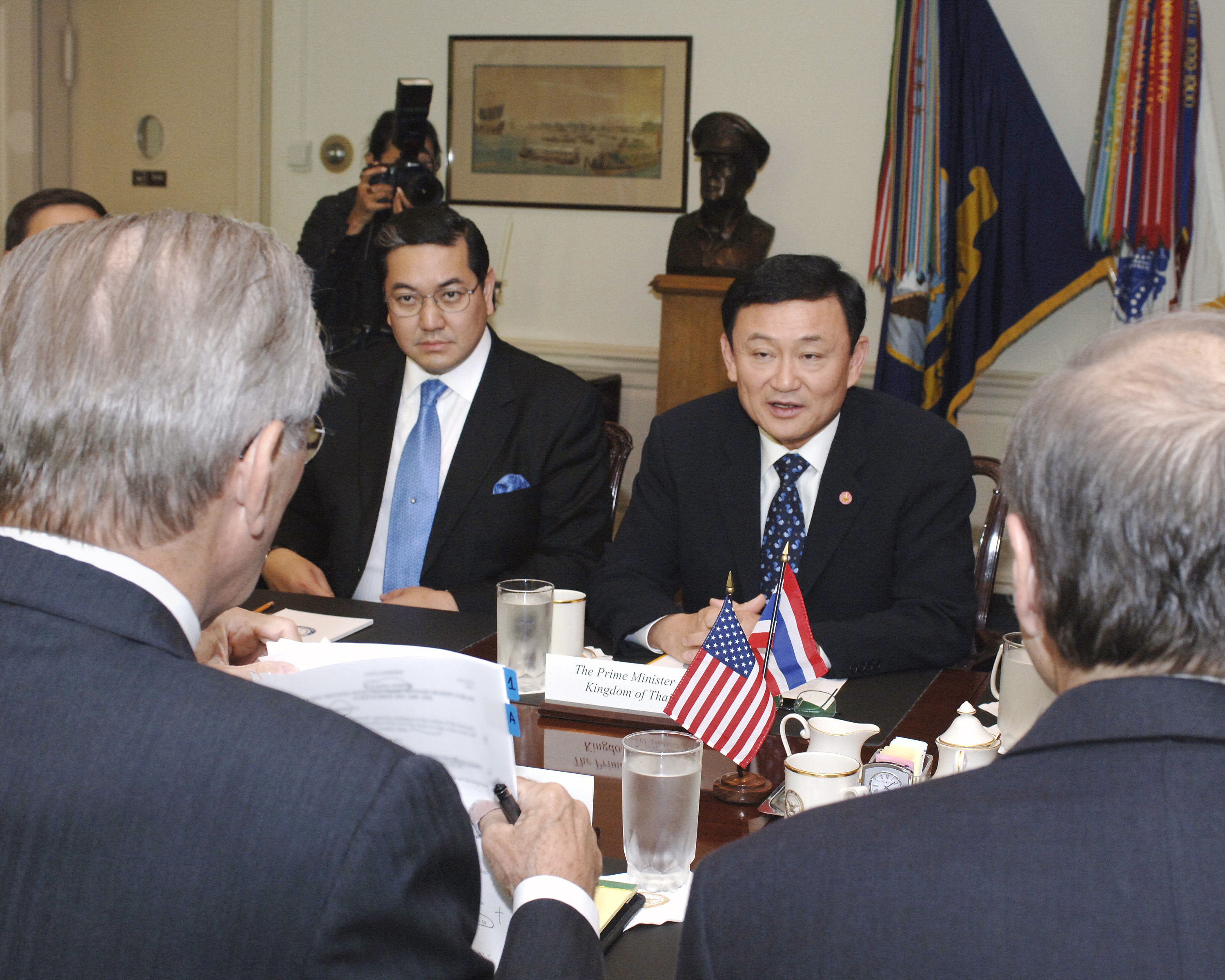
Thaksin Shinawatra y Surakiart Sathirathai se reunieron con el ex U.S. Secretario de Defensa Donald Rumsfeld el 19 de septiembre de 2005

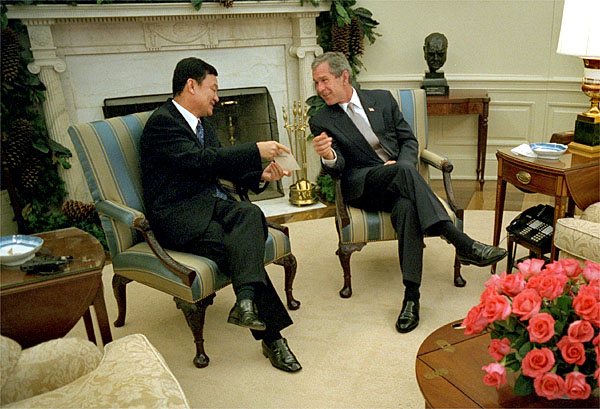
El presidente de los Estados Unidos, George W. Bush, se reúne con el primer ministro Thaksin Shinawatra de Tailandia en la Oficina Oval el 14 de diciembre de 2001. Los dos líderes discutieron temas económicos y la guerra contra el terrorismo.

Los Estados Unidos y Tailandia están entre los firmantes del pacto de Manila de 1954 de la antigua Organización del Tratado del Sureste Asiático (SEATO). El Artículo IV (1) de este tratado establece que, en caso de un ataque armado en el área del tratado (que incluye a Tailandia), cada miembro "actuará para enfrentar el peligro común de acuerdo con sus procesos constitucionales". A pesar de la disolución de la SEATO en 1977, el pacto de Manila sigue en vigor y, junto con el comunicado de Thanat-Rusk de 1962, constituye la base de los compromisos de seguridad de los Estados Unidos con Tailandia. Tailandia sigue siendo un aliado clave de la seguridad en Asia, junto con Australia, Japón, Filipinas y Corea del Sur. En diciembre de 2003, se designó a Tailandia como aliado importante extra-OTAN (MNNA).
Tailandia ha recibido equipo militar, suministros esenciales, capacitación y asistencia en la construcción y mejora de instalaciones e instalaciones de EE. UU. durante gran parte del período desde 1950. En las últimas décadas, la asistencia de seguridad de los EE. UU. incluyó programas de capacitación militar realizados en los Estados Unidos y en otros lugares. Un pequeño Grupo Asesor de Asistencia Militar en Tailandia supervisó la entrega de equipos a las [Fuerzas Armadas Reales de Tailandia] y la capacitación del personal militar tailandés en su uso y mantenimiento. El financiamiento para los programas de Educación y Capacitación Militar Internacional y de Financiamiento Militar Extranjero, junto con otros programas seleccionados por un total de US $ 29 millones, se suspendió luego del golpe de Estado de Tailandia de 2006 . Como parte de su cooperación de defensa mutua durante la última década, Tailandia y los Estados Unidos han desarrollado un vigoroso programa de ejercicio militar conjunto, que involucra a todos los servicios de cada nación y promedia 40 ejercicios conjuntos por año.
El U-Tapao Royal Thai Navy Airfield de Tailandia es actualmente la "única instalación en el sudeste asiático capaz de soportar operaciones logísticas a gran escala". Tailandia ha permitido que EE. UU. usara un U-Tapao para aterrizar y reabastecerse de combustible después de viajar a través del Océano Pacífico de camino a las operaciones de EE. UU. en Irak y Afganistán.

## Relaciones económicas

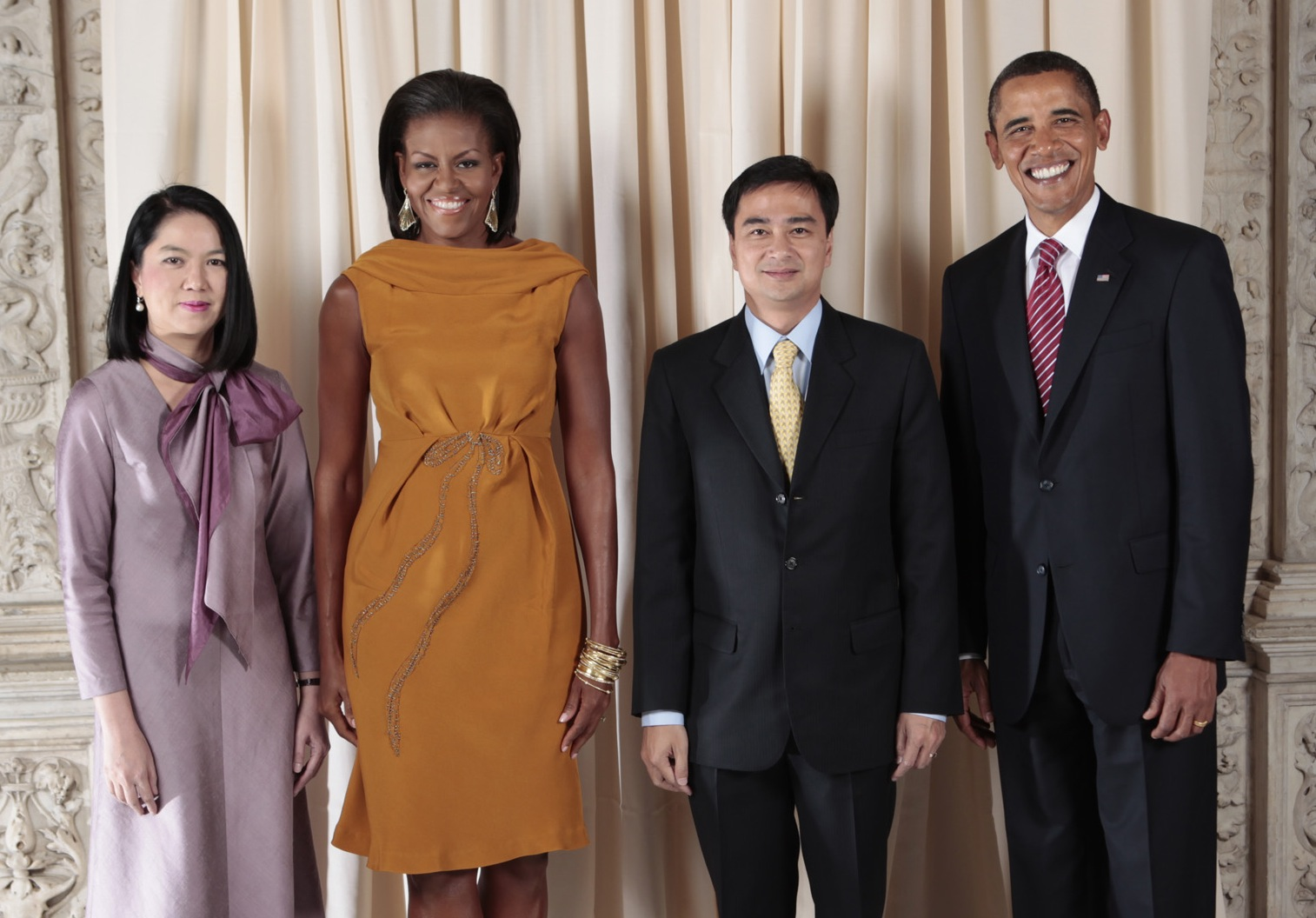
Abhisit Vejjajiva, Pimpen Vejjajiva, Presidente de los Estados Unidos Barack Obama y Michelle Obama el 23 de septiembre de 2009, en Nueva York

### Asistencia extranjera
La asistencia económica se ha extendido en varios campos, incluidos el desarrollo rural, la salud, la planificación familiar, la educación y la ciencia y la tecnología. El formal EE. UU. El programa de la Agencia para el Desarrollo Internacional (USAID) finalizó en 1995. Sin embargo, hay varios programas de asistencia específica que continúan en áreas de importancia mutua, que incluyen: programas de salud y VIH / SIDA; asistencia a refugiados y la trata de personas. Los Estados Unidos Cuerpo de Paz en Tailandia tienen aproximadamente 100 voluntarios, enfocados en la educación primaria, con un programa integrado que incluye capacitación docente, educación para la salud y educación ambiental.

### Comercio
Estados Unidos es el tercer socio comercial más grande de Tailandia, después de Japón y China. En 2006, las importaciones de mercancías de Tailandia totalizaron US $ 22,5 mil millones, y las exportaciones de mercancías totalizaron US $ 8,2 mil millones. Los Estados Unidos, Japón, Taiwán, Singapur y la Unión Europea se encuentran entre los mayores inversores extranjeros de Tailandia. La inversión estadounidense, concentrada en los sectores de petróleo y productos químicos, finanzas, productos de consumo y producción de automóviles, se estima en US $ 21 mil millones.

## Problemas bilaterales actuales

### Antinarcóticos

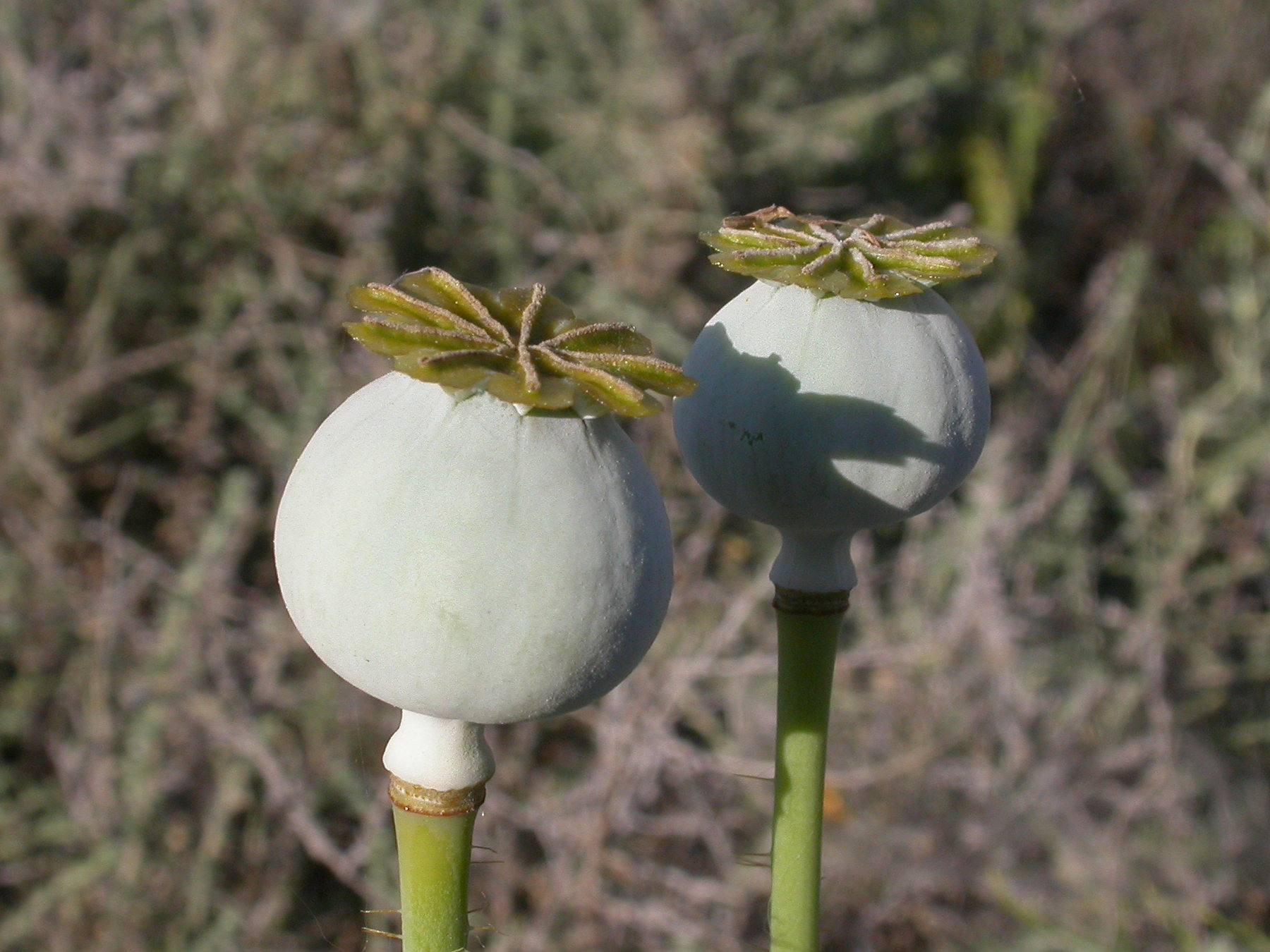
Ta frontera Burma-Laos-Tailandia se conoce como el Triángulo Dorado.

Tailandia sigue siendo una ruta de tráfico de narcóticos desde el Triángulo Dorado, la intersección de Birmania, Laos y Tailandia, hacia los mercados nacionales tailandeses e internacionales. La producción y el envío a gran escala de opio y heroína envíos de Birmania de años anteriores han sido reemplazados en gran parte por el contrabando generalizado de metanfetamina tabletas (ya ba), aunque la heroína las incautaciones a lo largo de la frontera continúan ocurriendo con cierta frecuencia. Los Estados Unidos y Tailandia trabajan en estrecha colaboración y con las Naciones Unidas en una amplia gama de programas para detener el tráfico y uso de drogas ilícitas y otras actividades delictivas. Los EE. UU. Apoyan a la International Law Enforcement Academy (ILEA) en Bangkok, que ofrece programas de desarrollo de capacidades contra el narcotráfico y contra la delincuencia a funcionarios policiales y judiciales de varios países regionales.
Según Barry McCaffrey, un general de cuatro estrellas de EE. UU., "La excelente relación entre Estados Unidos y Tailandia contra los narcóticos ha sido un gran éxito y un estímulo para una mayor cooperación regional".

### Guerra contra el terrorismo
Tailandia ha sido importante para los EE. UU. guerra contra el terrorismo, "brindando acceso a instalaciones militares, compartiendo información sobre los movimientos de organizaciones terroristas y presuntos terroristas, ofreciendo ingeniería militar y personal médico para apoyar los esfuerzos de reconstrucción en Afganistán". El elemento más visible de esta cooperación fue una operación conjunta entre la CIA y la policía tailandesa que capturó a Riduan Isamuddin (conocido por su  nom de guerre , Hambali) en 2003.
Según Shawn Crispin, el editor de Asia Sudeste de Asia, Asia representa a una de las "alianzas bilaterales, una vez fuertes y ahora tensas" de los Estados Unidos. Crispin conjetura que la larga historia de cooperación bilateral y los temores tailandeses del ascenso de China permitieron a Bush "abrirse camino con Tailandia". La guerra de Estados Unidos contra el terrorismo combinada con [la insurgencia del sur de Tailandia | la insurgencia islámica del sur de Tailandia]] ha creado tensión, particularmente con la Alianza Popular para la Democracia de Tailandia (PAD). Los Estados Unidos han presionado y permitido a Tailandia para acabar con la insurgencia con una fuerza militar más proactiva.
En 2008, los tribunales tailandeses se negaron a entregar [a Jamshid Ghassemi], un ciudadano iraní acusado de contrabando de misiles a los Estados Unidos, la "primera extradición fallida" entre Tailandia y los Estados Unidos. La fricción entre Estados Unidos y Tailandia también aumentó cuando Tailandia se negó a extraditar rápidamente al traficante de armas ruso Viktor Bout, según Crispin, lo que indica que "Washington está perdiendo influencia de forma lenta pero segura sobre su aliado estratégico a largo plazo". Crispin lo vio como "sin duda significativo" que la Secretaría de Estado Hillary Clinton eligió visitar Indonesia, pero no Tailandia, en su primer viaje al sudeste asiático.

### Rice subsidies

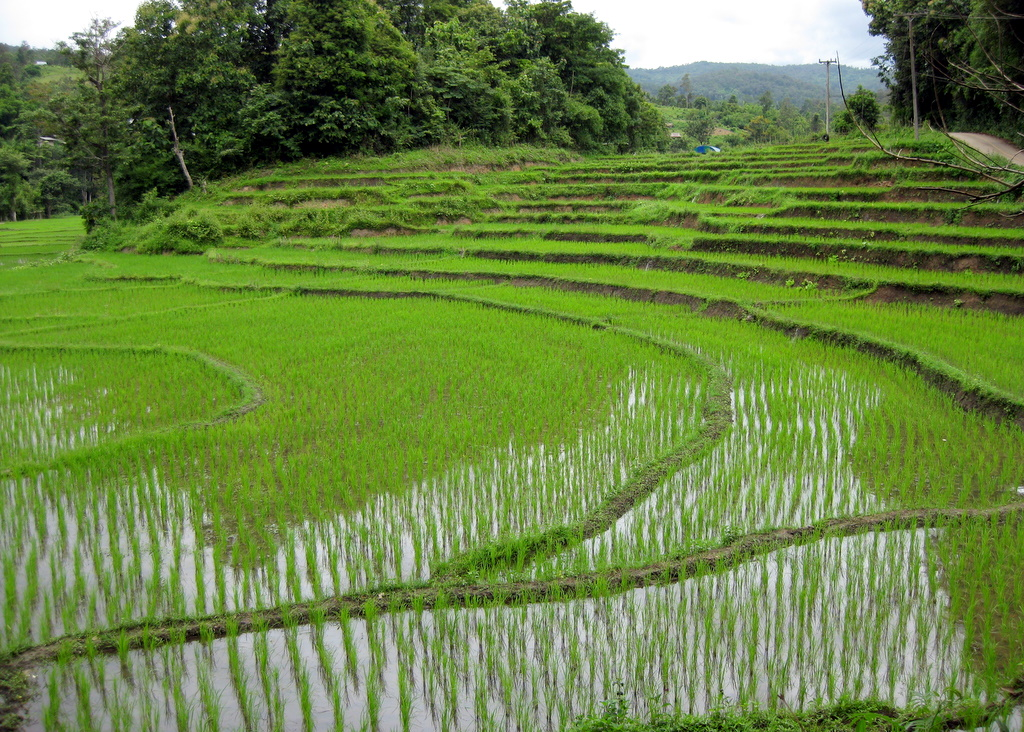
La producción de arroz en Tailandia emplea a aproximadamente dos tercios de la población, causando fricción sobre los subsidios al arroz de los EE. UU.

Desde la década de 1980, los subsidios agrícolas de los EE. UU. para el arroz, junto con las cuestiones de derechos de autor y patentes, han constituido los "problemas principales en los lazos comerciales entre Estados Unidos y Tailandia". El subsidio al arroz fue uno de los principales obstáculos para la negociación de un TLC bilateral. Aproximadamente dos tercios de la población de Tailandia son agricultores de arroz, y el subsidio de los Estados Unidos "perjudica gravemente las relaciones entre Estados Unidos y Tailandia, ya que Bangkok se encuentra incapaz de explicar los ingresos perdidos por sus 35 millones de productores de arroz". La investigación financiada por el USDA para producir variantes de arroz jazmín capaz de crecer en los EE. UU. es considerada como biopiratería por muchos productores de arroz tailandeses. En 2005, los agricultores de arroz de Tailandia se reunieron fuera de la embajada de los Estados Unidos para cantar un "ritual tradicional para traer la desgracia a los enemigos". Las protestas de los agricultores también ocurrieron fuera de la embajada de los Estados Unidos durante la reunión ministerial de la OMC de 2001 en Doha.
Los funcionarios tailandeses "criticaron duramente" la Ley de seguridad agrícola e inversión rural de 2002, y tomaron represalias uniendo dos casos de resolución de disputas de la OMC contra los Estados Unidos: uno contra compensaciones de subsidios antidumping, y el Caso Shrimp-Turtle. Según Oxfam, EE. UU. gasta US $ 1,3 mil millones en subsidios de arroz anualmente para una cosecha que cuesta US $ 1.8 mil millones para crecer, lo que le permite convertirse en el segundo mayor exportador mundial de arroz (después de Tailandia) y  vertedero arroz a 34 por ciento por debajo del costo de producción. Tras la elección de Obama y la crisis financiera de 2007–2008, hay temores de Tailandia de renovar el proteccionismo estadounidense.

### El ascenso de China
Según Stratfor, "el apoyo de Bangkok podría ser fundamental para los Estados Unidos en los próximos años, ya que presiona la guerra contra grupos islámicos militantes en la región y se prepara para la expansión del poder chino". Sin embargo, según Crispin, está "claro que Tailandia no comparte la percepción de la amenaza de los Estados Unidos sobre el rápido aumento regional de China", que trata de mantener relaciones sólidas tanto con Estados Unidos como con China.
En las palabras de un analista, "A pesar de ser un aliado bilateral y multilateral de los Estados Unidos, además de tener un importante estatus no perteneciente a la OTAN, Tailandia apenas ha incluido en la estrategia regional de Washington". Desde el golpe militar tailandés en 2014, China se ha convertido en el principal socio comercial de Tailandia y su segunda fuente de inversión extranjera. El presupuesto militar de Tailandia para año fiscal 2017 incluye la compra de al menos un submarino chino y vehículos blindados chinos. El primer ministro de China se convirtió en el primer ciudadano extranjero en dirigirse al parlamento de Tailandia. Se agregaron ejercicios navales y marinos conjuntos a los simulacros del ejército chino-tailandés iniciados bajo el primer ministro Thaksin.

## Embajadas
Los Estados Unidos mantienen una embajada en Bangkok, una de las más grandes del mundo, y un consulado en la ciudad norteña de Chiang Mai. Tailandia tiene una embajada en Washington D. C. y consulados en la ciudad de Nueva York, Chicago y Los Ángeles.
Los principales funcionarios de la Embajada de los Estados Unidos incluyen:
- Embajador - Glyn T. Davies
- Jefe de Misión Adjunto - W. Patrick Murphy
- Consejero de Asuntos Políticos - Raymond D. Richhart
- Consejera de Asuntos Económicos - Kristina Kvien
- Consejero de Asuntos Públicos - David Hodge
- Cónsul General - Michael Heath
- Consejero de Gestión - Kevin Blackstone
- Oficial de Seguridad Regional - Melissa Foynes

## sitio negro
La CIA supuestamente operaba un "sitio negro" en Tailandia, donde se interrogaba a sospechosos de terrorismo, según algunos torturados, antes del encarcelamiento en el Campo de Detención de la Bahía de Guantánamo. Se le conoce como un "sitio negro" ya que su existencia no es reconocida por el gobierno de los Estados Unidos. Cada gobierno tailandés desde 2002 también ha negado su existencia. El sitio ha sido referido como "Sitio de Detención Verde" y "Ojo de gato". Su paradero se ha mantenido en secreto a pesar de los esfuerzos de los medios por descubrir su ubicación. Algunos expertos creen que se encontraba en una instalación en los EE. UU. en la  Provincia de Udon Thani. Algunos dicen que estaba en una base aérea al sureste de Bangkok, utilizada por las fuerzas estadounidenses como un centro de reabastecimiento de combustible para vuelos a Afganistán. Otros apuntan a una sección del Aeropuerto Internacional Don Mueang de Bangkok, controlada por la Royal Thai Air Force. Según informes, el sitio fue cerrado en diciembre de 2002.